# Argenton (rzeka)
Argenton – rzeka we Francji, przepływająca przez teren departamentu Deux-Sèvres, o długości 71 km. Stanowi lewy dopływ rzeki Thouet.